# وراژ (ناحیه بروون)
وراژ (به چکی: Vráž) یک منطقهٔ مسکونی در جمهوری چک است که در ناحیه بروون واقع شده‌است. وراژ ۶٫۳۹ کیلومتر مربع مساحت و ۱٬۰۶۴ نفر جمعیت دارد و ۲۲۲ متر بالاتر از سطح دریا واقع شده‌است.